# Дэн Юй
Дэн Юй (鄧愈; 17 марта 1337 — 9 декабря 1377) — китайский генерал, один из основателей империи Мин. Он был одним из ведущих генералов Хунъу, первого императора династии Мин.

## Биография
Дэн Юй родился 17 марта 1337 года в уезде Чун в центральном Китае (ныне уезд С в префектуре Сучжоу, провинция Аньхой). Он присоединился к Восстанию желтых повязок против монгольской династии Юань. В середине 1350-х годов Дэй Юй находился под командованием Чжу Юаньчжана, одного из генералов красных повязок. В армии Чжу Юаньчжана Дэй Юй участвовал в завоевании внутренних районов провинции Чжэцзян в 1358 году, затем служил в Цзянси, которую Чжу Юаньчжан пытался отвоевать у империи Хань.
В начале 1362 года Дэй Юй командовал гарнизоном в Наньчане, провинция Цзянси. Однако в апреле 1362 года на город неожиданно напали войска под командованием двух бывших ханьских генералов, служивших Чжу Юаньчжану, которые теперь снова предали и вернулись на сторону империи Хань. Когда вражеская артиллерия разрушила стены, а пехота ворвалась в город, Дэн Юй вынужден был бежать. Через месяц Наньчан был вновь взят войсками Сюй Да, отозванными из осады Учана. Чжу Вэньчэн стал новым комендантом города, Дэн Юй занял место его заместителя.
Тщательная подготовка окупилась, когда в июне 1363 года город был осажден ханской армией. Наньчан держался до тех пор, пока Чжу Юаньчжан не был втянут в конце августа и не решил исход войны, выиграв битву у озера Поянху. В октябре 1363 года Чжу Юаньчжан послал Дэн Юя (вместе с Ли Шанчаном) командовать обороной Нанкина. В 1364 году Дэн Юй участвовал в умиротворении провинции Цзянси. В феврале 1365 года, после увольнения Чжу Вэньчэна, он принял командование в Наньчане в ранге младшего администратора провинциального секретариата Цзянси. Через три месяца его перевели в провинцию Хугуан. Здесь он руководил демобилизацией бывших воинов империи Хань и превращением их в военных крестьян.
В ноябре 1367 года он был назначен главным цензором, а в феврале 1368 года включен в число воспитателей наследника престола. В начале 1368 года Чжу Юаньчжан объявил себя императором, переименовал свое государство в Империю Мин и назначил своего старшего сына Чжу Бяо наследным принцем.
С февраля 1368 года Дэн Юй атаковал юаньские отряды в южной части провинции Хэнань, а к 1369 году очистил и прилегающие районы Шаньси. В начале 1370 года под предводительством Сюй Да он выступил из Сианя против монгольской армии Кокэ-Тэмура. Он разбил и изгнал Кокэ-Тэмура в Монголию, сообщив о пленении 84 тысяч воинов противника.
В декабре 1370 года во время общей церемонии почестей получил титул герцога Вэй (衞國公, занимая шестое место среди награжденных). В 1371 году он руководил снабжением войск, атакующих Сычуань. В 1372 году он командовал армией, подавлявшей восстания в Хугуане и Гуанси. Выполнив задание, ему было поручено завоевание Тибета в феврале 1373 года, но в начале следующего года, после поражений, понесенных Сюй Да на севере от рук монголов, он стал одним из представителей Сюй Да на северной границе. В конце 1374 года переведен в Шэньси, где руководил строительством военно-крестьянских колоний.
Он не выходил на поле боя до 1377 года, когда (со своим заместителем Му Ином) выступил против мятежных тибетцев. Китайцы проникли вглубь тибетской территории у озера Кукунор и дошли до гор Куньлунь, разгромив врага и захватив большое количество крупного рогатого скота и лошадей.
На обратном пути в столицу он умер в Шоучуне в провинции Аньхой 9 декабря 1377 года. Чжу Юаньчжан признал заслуги Дэн Юя перед государством, присвоив ему посмертный титул принца Нинче (宁河王) и посмертно назван Вушунь (武順).
У него остались пятеро сыновей, старший, Дэн Чэн, офицер, стал герцогом Шэнь (申國公) в 1380 году, но был казнен в 1390 году, в возрасте двадцати двух лет, по сфабрикованному обвинению в принадлежности к клике Ли Шанчана. Семья Дэн потеряла свой герцогский титул в эпоху Юнлэ, но продолжала служить в армии и с 1532 года стала маркизами Тинцзюань. Последний маркиз умер в 1644 году во время падения Пекина.